# زينوفيلوسية هوائية
زينوفيلوسية هوائية (الاسم العلمي: Xenophilus aerolatus) هي نوع من البكتيريا، سلبية الغرام، تتبع جنس الزينوفيلوسات.